# Joartigasia anceps
Joartigasia anceps là một loài ruồi trong họ Asilidae. Joartigasia anceps được Hermann miêu tả năm 1912. Loài này phân bố ở vùng Tân nhiệt đới.